# Крошечный мускусный лорикет
Крошечный мускусный лорикет (лат. Parvipsitta pusilla) — вид птиц из семейства Psittaculidae.

## Внешний вид
Длина тела 16 см, хвоста 6 см. Окраска оперения в жёлто-коричневых и красных тонах. Передняя часть головы красная, затылок жёлто-коричневый, такого же цвета пятно между плечами. Перья хвоста у основания на внутренней стороне красные, на внешней — жёлтые.

## Распространение
Обитают в Восточной Австралии.

## Образ жизни
Населяют субтропические и тропические сухие и влажные леса.